# Prostitutie in Suriname
Prostitutie, ofwel het tegen betaling beschikbaar stellen voor seksuele handelingen aan derden, is een belangrijk onderdeel van de seksbranche in Suriname. In Suriname wordt een prostituee ook wel “motyo” genoemd.

## Wetgeving
In Suriname is het uitvoeren van prostitutie verboden, al zijn er maar weinig strafbepalingen die daadwerkelijk gericht zijn op het aanbieden van seks tegen betaling. Artikel 66 van de Politiestrafwet bepaalt: ‘Met een geldboete van ten hoogste honderd gulden of hechtenis van ten hoogste een maand wordt gestraft de vrouw van bekend onzedelijk gedrag, die op de openbare weg of plaatsen van de openbare weg af zichtbaar, door enigerlei houding of vertoning opzettelijk de aandacht der voorbijgangers tot zich trekt.’ Het is duidelijk dat hiermee het tippelen en raamprostitutie wordt bedoeld. Zoals het artikel nadrukkelijk vermeldt, is dit alleen van toepassing op een ‘vrouw’. Mannen komen er niet in voor en mannelijke prostitués kunnen daardoor niet gestraft worden op grond van artikel 66. De ‘vrouw’, waarover gesproken wordt, moet ook ‘van bekend onzedelijk gedrag’ zijn. Het bestraffen van overduidelijk tippelende vrouw is dus niet altijd mogelijk, mocht zij niet van ‘bekend onzedelijk’ gedrag zijn.
Artikel 306 van het Wetboek van Strafrecht van Suriname luidt: ‘Hij die van het opzettelijk teweegbrengen of bevorderen van ontucht door anderen met derden een beroep of een gewoonte maakt, wordt gestraft met een gevangenisstraf van ten hoogste een jaar of geldboete van ten hoogste duizend gulden’, waardoor het opzettelijk teweegbrengen van prostitutie in Suriname ongetwijfeld als strafbaar feit wordt gezien.
Op een souteneur, of ‘pooier’, is artikel 503.3o van het Wetboek van Strafrecht van Suriname van toepassing. Die luidt:
‘Art. 503. Met hechtenis van ten hoogste zes weken wordt gestraft:
- 1o. als schuldig aan bedelarij, hij die openbaar bedelt;
- 2o. als schuldig aan landloperij, hij die zonder middelen van bestaan rondzwerft;
- 3o. hij die als souteneur uit de ontucht van een vrouw voordeel trekt.’

Toch wordt er niet veel actie ondernomen om prostitutie tegen te gaan. De regeringen voeren een gedoogbeleid, waardoor het handhaven van de wet op het gebied van prostitutie geen prioriteit is. Op dinsdag 15 maart 2016 pleitte advocaat generaal Garcia Paragsingh ervoor dat de regering een standpunt moet innemen, omdat de veiligheid van de sekswerkers en de controle op mensensmokkel er onder dit beleid zwaar onder lijden.

## Aantallen
Concrete cijfers zijn niet beschikbaar wat betreft prostitutie in Suriname. Men kan er alleen onderzoek naar doen en daarmee proberen een zo goed mogelijk beeld schetsen van de situatie. Het is een ingewikkeld fenomeen om vast te leggen. Bordelen, waar seks op commerciële basis wordt bedreven, bestaan officieel gezien niet in Suriname, ze zijn immers verboden. Hiervoor in de plaats zijn er bars, massagesalons en verscheidene dancings die seksuele diensten verlenen. De schaal waarop dat gebeurt is moeilijk vast te leggen, omdat deze gelegenheden er veelal niet eerlijk over uitkomen dat prostitutie een bron van inkomsten is. Dat komt niet alleen door het feit dat het volgens de wet verboden is, maar ook doordat prostitutie in Suriname, en het merendeel van het de Caraïben, als onzedelijk en immoreel wordt gezien.
Drs. Deborah Stijnberg deed onderzoek naar de verborgen groep sekswerkers die actief zijn in Suriname. Ze verzamelde onder andere data bij de Maxi Linder Association en de Dermatologische Dienst. Degenen die hun werk op straat uitoefenden gingen vaker naar de SMLA, en de sekswerkers die bij de clubs werkzaam waren bezochten de Dermatologische Dienst. Ook nam zij resultaten van een studie op die ze in de goudvelden had gedaan, een gebied waar prostitutie enorm veel voorkomt. De schatting van het totale aantal sekswerkers in Paramaribo, Nickerie, Albina en de goudvelden bedroeg tussen 1631 en 1933 mensen. Voor heel Suriname kwam het aantal op ongeveer 2039 tot 2416, met een midpoint van 2228 sekswerkers in de periode 2009-2010. Ook ontdekte zij dat ongeveer 80% van de sekswerkers van buitenlandse afkomst was. Dit wekt het vermoeden dat er in Suriname veel sprake is van mensenhandel. Ze geeft duidelijk aan dat deze cijfers slechts een inschatting zijn, nog altijd geven veel mensen niet toe dat zij actief zijn in de prostitutie.
In 2016 werd het aantal Dominicaanse en Braziliaanse sekswerkers werkzaam in Suriname geschat op 5000. Prostitutie blijkt een snelgroeiende industrie in het land.

## Bekende gebieden
In de hoofdstad Paramaribo concentreert de tippelzone zich vooral bij de Watermolenstraat, de Timmermanstraat, hoek Hogestraat en Zwartenhovenbrugstraat en de Crommelinstraat. Deze straten staan bekend met hun zogenoemde ‘straathoeren’. De sekswerkers zijn volop zichtbaar en beoefenen hun werk daar relatief gezien ongestoord uit.
In het binnenland bestaan er veel werkkampen voor goudzoekers, waar er onder andere veel Braziliaanse mannen werkzaam zijn. Het is niet ongebruikelijk dat sekswerkers daar hun diensten aanbieden. Er werken over het algemeen alleen maar mannen die ver van huis zijn, wat ervoor zorgt dat de vraag naar seks groot is. Hierdoor trekt deze branche prostitutie op grote schaal aan. Omdat de controle in het binnenland moeilijker is en daardoor minder vaak gebeurt, is het aantal buitenlandse prostituees hier groter dan in de stedelijke omgeving.

## Gevaren
Doordat prostitutie ‘stiekem’ wordt uitgevoerd, door het verbod en taboe die er op rusten, is controle erg moeilijk uit te voeren. Hierdoor kan gedwongen prostitutie, onder andere ook onder minderjarige personen, niet bestreden worden. Voor sekswerkers zijn er niet veel voorzieningen om hulp te zoeken. Prostitutie is immers verboden in Suriname en wordt daardoor niet voldoende gezien als maatschappelijk fenomeen door de regering. Hierdoor zijn er nog steeds veel mensen die tegen hun wil actief zijn in de prostitutie. Ook loverboys zijn tegenwoordig een groeiend probleem in Suriname. Zij palmen jonge meisjes zover in, dat zij alles doen voor hun ‘vriend’, zo ook het beschikbaar stellen van hun lichaam, waarna de jongen het geld ontvangt. De meisjes zullen niet vaak aangeven dat zij zich in een dergelijke positie bevinden, vooral omdat ze het zelf niet kunnen geloven.
Mensenhandel vormt een grote dreiging voor de veiligheid. Prostitutie is een van de grootste redenen voor het uitvoeren van deze criminele activiteiten. De geografische ligging van het land zorgt ervoor dat de grenzen in het binnenland moeilijk controleerbaar zijn. Daardoor kunnen er zowel mensen in- als uitgevoerd worden, zonder dat de autoriteiten daarvan op de hoogte zijn. Veel arme buitenlandse mensen, waaronder enorm veel vrouwen, worden onder valse voorwendselen het land in gesmokkeld, om daar uiteindelijk gedwongen te worden actief te zijn als sekswerker. Hun vrijheid wordt ze afgenomen, door bijvoorbeeld het afpakken van het paspoort, of het feit dat ze alleen hun moedertaal spreken en zich niet kunnen uitdrukken in een andere taal, waardoor communicatie onmogelijk wordt.

## Prostitutie in de cultuur
In de Surinaamse literatuur blijft prostitutie een controversieel onderwerp. De roman De vicueze cirkel (1978) van Tonko Tonckens speelt zich af in het hoerenmilieu van de Watermolenstraat en de Waterkant. De koningin van Paramaribo (1999) van Clark Accord  beschrijft het leven van Maxi Linder, Suriname’s bekendste prostituee, waar ook de Stichting Maxi Linder Association, die zich inzet voor sekswerkers in de Caraïben, naar is vernoemd.